# قثم بن عبد المطلب
قثم بن عبد المطلب بن هاشم هو عم النبي مُحمد، تُوفي قبل مولد رسول الله بثلاث سنين وهو ابن تسع سنين.
قال البلاذري: «أَمَّا قثم بْن عَبْدِ الْمُطَّلِبِ، وأمه صفية بِنْت جنيدب أم الْحَارِث بْن عَبْدِ الْمُطَّلِبِ، فدرج صغيرًا. وَقَالَ غَيْر الْكَلْبِيِّ: مَاتَ قبل مولد النَّبِيّ صَلَّى اللَّهُ عَلَيْهِ وَسَلَّمَ بثلاث سنين وَهُوَ ابْن تسع سنين فوجد عَلَيْهِ عَبْد الْمُطَّلِبِ وجدًا شديدًا وَكَانَ لَهُ محبًّا يتبرك بِهِ، فَلَمَّا ولد رَسُول اللَّهِ صَلَّى اللَّهُ عَلَيْهِ وَسَلَّمَ سماه عَبْد الْمُطَّلِبِ قثم فأخبرته أمه آمنة أَنَّهَا أُرِيت فِي منامها أَن تُسَميه محمدًا فسماه محمدًا.».
وقال البلاذري أيضًا: «والغيداق (واسمه نوفل. وأمه ممنعة بنت عمرو بن مالك بن مؤمل بن أسعد، من خزاعة). 155- ويقال إن قثم بن عبد المطلب كان أخا الغيداق لأمه، ولم يكن أخا الحارث.».
وذكر ابن سعد: «وَالْعَبَّاسَ...وَضِرَارًا... وَقُثَمَ بْنَ عَبْدِ الْمُطَّلِبِ لا عَقِبَ لَهُ. وَأُمُّهُمْ نُتَيْلَةُ بِنْتُ جَنَابِ بْنِ كُلَيْبِ بْنِ مَالِكِ بْنِ عَمْرو بْنِ زَيْدِ مَنَاةَ بْنِ عَامِرٍ.». وقال جعفر مرتضى العاملي: «أما «قثم» فلا وجود له أصلًا، حسبما ذكره البعض.».